# Enneanectes smithi
Enneanectes smithi es una especie de pez de la familia Tripterygiidae en el orden de los Perciformes.

## Morfología
• Los machos pueden llegar alcanzar los 3 cm de longitud total.

## Hábitat
Es un pez de mar de clima tropical y demersal que vive entre 2-55 m de profundidad.

## Distribución geográfica
Se encuentra en el  Atlántico oriental central.

## Observaciones
Es inofensivo para los humanos